# Driopteridàcies
Les driopteridàcies (Dryopteridaceae) és una família de falgueres de l'ordre Polypodiales. De forma col·loquial es coneixen com a "falgueres llenyoses". Consta d'unes 1700 espècies i tenen una distribució cosmopolita.
Moltes espècies de les driopteridàcies es conreen com plantes ornamentals. Poden ser plantes terrestres, epipètriques, hemiepifites, o epifítes.

## Característiques
Les frondes de totes les espècies d'aquesta família contenen sorus arrodonits (conjunts reproductius) en el revers de les fulles a diferència d'altres falgueres que tenen frondes fèrtils i infèrtils. Moltes tenen rizomes reptants.

## Gèneres
El gèneres més grans són Elaphoglossum (600), Polystichum (260), Dryopteris (225), i Ctenitis (150). Aquests quatre gèneres contenen, aproximadament, el 70% de les espècies. Dryopteridaceae divergiren evolutivament de les altres famílies del eupolypods I fa uns 100 milions d'anys.
- Acrophorus C. Presl 1836
- Acrorumohra (H.Itô) H.Itô 1938
- Adenoderris J.Sm. 1875
- Arachniodes Blume 1828
- Byrsopteris C.V.Morton 1960
- Leptorumohra (H.Itô) H.Itô 1938
- Polystichopsis (J.Sm.) Holttum 1947
- Ataxipteris Holttum 1984
- Bolbitis Schott 1834
- Anapausia C. Presl
- Campium C. Presl
- Cyrtogonium J.Sm.
- Edanyoa Copel.
- Egenolfi Schott 1836
- Heteroneurum C.Presl
- Jenkinsia Hook.
- Poecilopteris C.Presl
- Coveniella M.D.Tindale 1986
- Ctenitis (C.Chr.) C.Chr. 1938
- Atalopteris Maxon & C. Chr.
- Ataxipteris Holttum
- Cyclodium C.Presl 1836
- Cyrtogonellum Ching 1938
- Cyrtomidictyum Ching 1940
- Cyrtomium C.Presl 1836
- Amblia C. Presl
- Cyrtogonellum Ching
- Cyrtomidictyum Ching
- Didymochlaena Desv. 1811
- Monochlaena Gaudich.
- Tegularia Reinw.
- Dryopolystichum Copel. 1947
- Dryopsis Holttum & P.J.Edwards 1986
- Dryopteris Adans. 1763
- Acrorumohra (H.Itô) H.Itô 1938
- Arthrobotrys (C.Presl) Lindl. 1846
- Dichasium (A.Braun) Fée 1852
- Diclisodon T.Moore 1857
- Filix Ség. 1754
- Filix-mas Hill ex Farw. 1931
- Lophodium Newman 1851
- Nephrodium Marthe ex Michx. 1803
- Nothoperanema (Tagawa) Ching 1966 – Island Lacefern[4]
- Pteris Gled. ex Scop. 1753
- Pycnopteris T. Moore 1855
- Elaphoglossum Schott ex J. Sm. 1842
- Aconiopteris C.Presl 1836
- Dictyoglossum J.Sm. 1846
- Hymenodium Fée 1845
- Microstaphyla C.Presl 1851
- Peltapteris Link 1841
- Rhipidopteris Schott ex Fée 1845
- Hypodematium Kunze 1833
- Lastreopsis Ching 1938 — Parapolystichum (Keyserl.) Ching 1940)
- Leucostegia C.Presl 1836
- Lithostegia Ching 1933
- Lomagramma J.Sm. 184 (Cheiloepton|Fée 1845)
- Maxonia C.Chr. 1916
- Megalastrum Holttum 1986
- Mickelia R.C.Moran, Labiak & Sundue 2010
- Oenotrichia Copel. 1929 pro parte
- Olfersia Raddi 1819, Dorcapteris C.Presl 1851
- Peranema D.Don 1825
- Diacalpe Blume 1828
- Sphaeropteris R.Br. ex Wall. 1830 (non Bernh. 1801)
- Phanerophlebiopsis Ching 1965
- Pleocnemia C.Presl 1836
- Polybotrya Humb. & Bonpl. ex Willd. 1810, Soromanes Fée 1845
- Polystichum Roth 1800
- Acropelta T.Nakai 1953
- Aetopteron Ehrh. ex House 1920
- Hemesteum H.Lév. 1915
- Hypopeltis Michx. 1803
- Papuapteri C. Chr. 1937
- Phanerophlebia C. Presl 1836
- Plecosorus Fée 1852
- Sorolepidium Christ 1911
- Revwattsia D.L.Jones 1998
- Rumohra Raddi 1819
- Stenolepia Alderw. 1909
- Stigmatopteris C.Chr. 1909
- Teratophyllum Mett. ex Kuhn 1870, Arthrobotrya J.Sm. 1875
- Wessiea Pigg i Rothwell 2001 (extint)